# 旧柴崎橋
旧柴崎橋（きゅうしばさきばし）は、福島県耶麻郡西会津町の一級河川、阿賀川に架かる橋梁（廃橋）。

## 概要
耶麻郡西会津町上野尻付近に位置する。橋の北西側では現在の柴崎橋（上野尻ダム）が阿賀川に架かっており、橋の南南西側には東日本旅客鉄道（JR東日本）磐越西線上野尻駅がある。
本橋梁が架設される以前は、柴崎から上野尻へは阿賀川の渡船にて行われていたが、渡船途中に犠牲者が出ることもあって、本橋梁の架橋は長年にわたる地域の悲願であった。1933年（昭和8年）12月16日に本橋梁の建設が2年計画の事業として県会議を通過、1938年（昭和13年）6月の本橋梁完成により交通事情は一変し、産業・経済はもちろんのこと日常生活にも大きな利便をもたらすこととなった。
1958年（昭和33年）に阿賀川下流側への東北電力上野尻ダムおよび上野尻発電所の建設に伴い、その堰堤上を柴崎橋として福島県道338号上郷下野尻線が通ることになったため、本橋梁の供用が廃止された。なお、撤去のための予算が無かったため、橋梁自体は解体・撤去せずに路床のみを撤去し、かつ上野尻方の橋桁の一部を落橋させて通行できないようにしており、供用廃止から廃橋状態のまま現在に至っている。
本橋梁は西会津町の名物橋梁として「福島百選」に選定されている。

### 橋梁のデータ
- 種別 - 鋼道路橋
- 形式 - 下路式プラットトラス桁2連、プレストレスト・コンクリート桁1連
- 橋長 - 144.4 m
- 幅員 - 4.35 m
- 車線 - 1車線
- 竣工 - 1938年（昭和13年）6月

## 沿革
- 1936年（昭和11年）5月 - 着工
- 1938年（昭和13年）6月 - 竣工
- 1958年（昭和33年） - 上野尻ダム・上野尻発電所完成
- 1959年（昭和34年）4月 - 柴崎橋竣工に伴い、旧柴崎橋の供用廃止

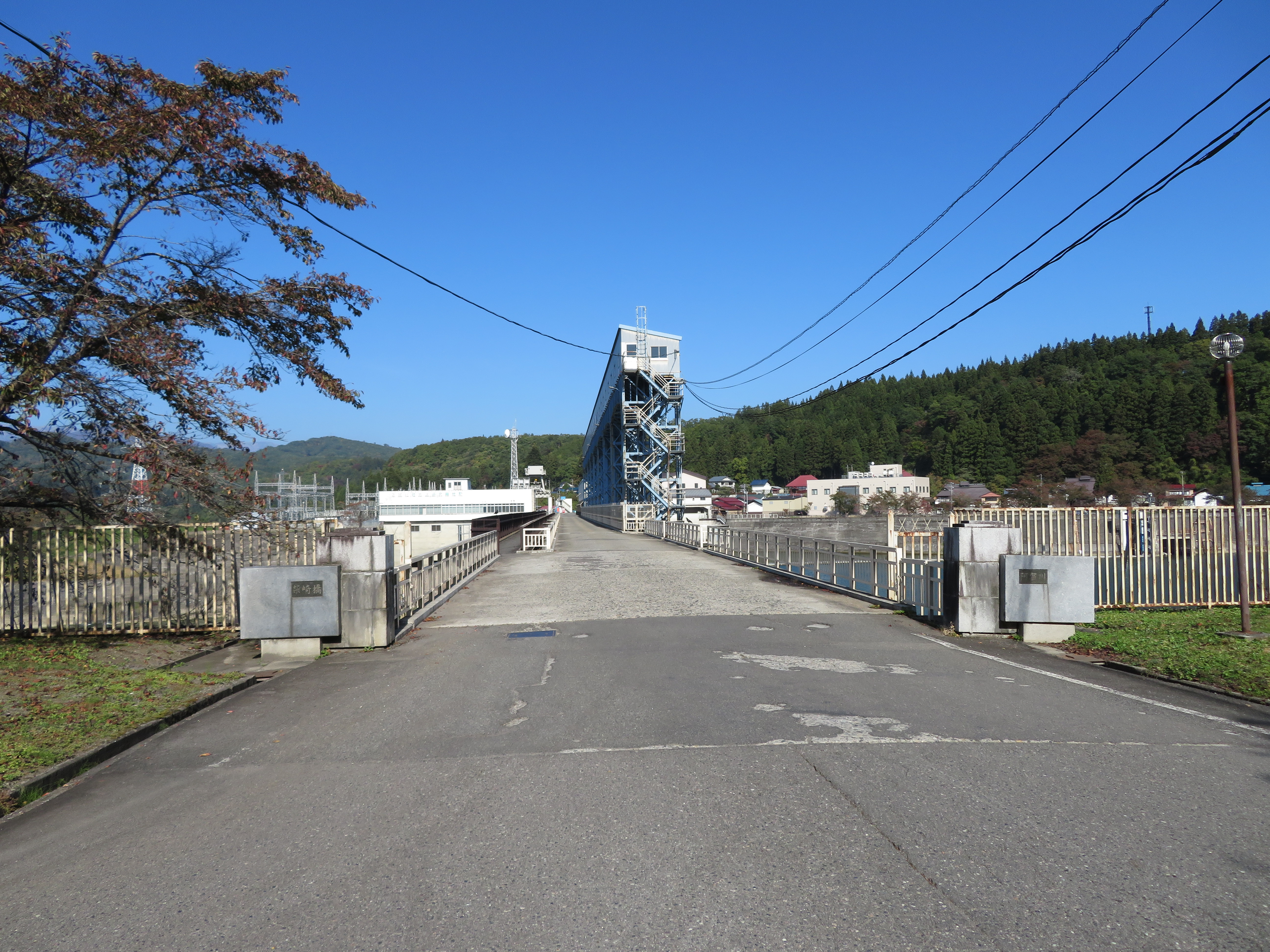
現・柴崎橋

## 周辺
- JR東日本磐越西線上野尻駅
- 福島県道338号上郷下野尻線
- 上野尻ダム（柴崎橋）
- 群岡郵便局
- 国道49号